# Diócesis de Barbastro-Monzón
La diócesis de Barbastro-Monzón (en latín: Dioecesis Barbastrensis-Montisonensis) es una circunscripción eclesiástica de la Iglesia católica en España. Se trata de una diócesis latina, sufragánea de la archidiócesis de Zaragoza. Desde el 27 de diciembre de 2014 su obispo es Ángel Javier Pérez Pueyo, de los Sacerdotes Operarios Diocesanos.

## Territorio y organización

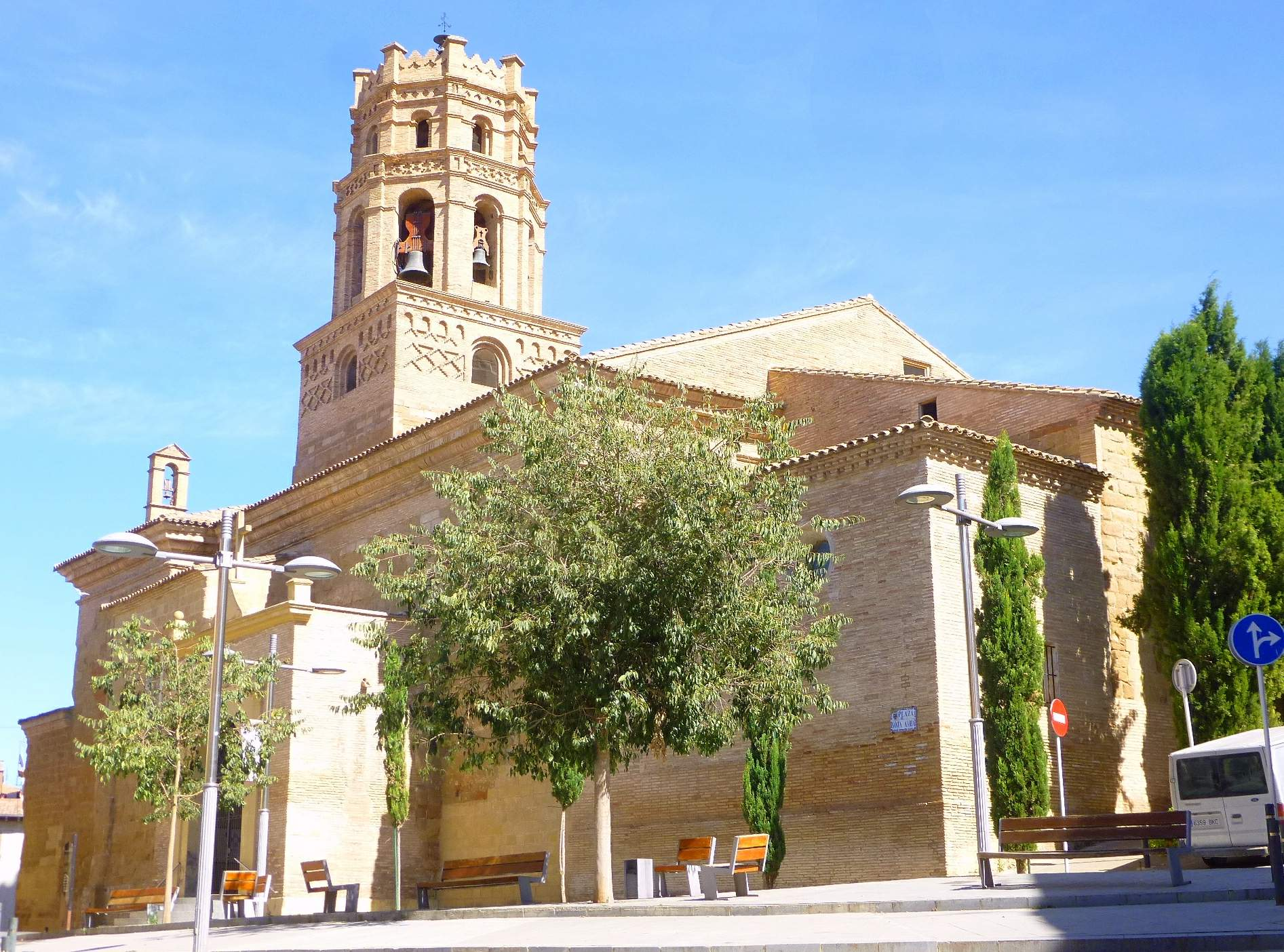
Concatedral de Santa María del Romeral, en Monzón

La diócesis tiene 7374 km² y extiende su jurisdicción sobre los fieles católicos de rito latino residentes en parte de la comunidad autónoma de Aragón, comprendiendo la parte oriental de la provincia de Huesca. Limita al norte con los Pirineos, al este con la diócesis de Lérida al oeste con las de Huesca y Jaca y al sur con la archidiócesis de Zaragoza.

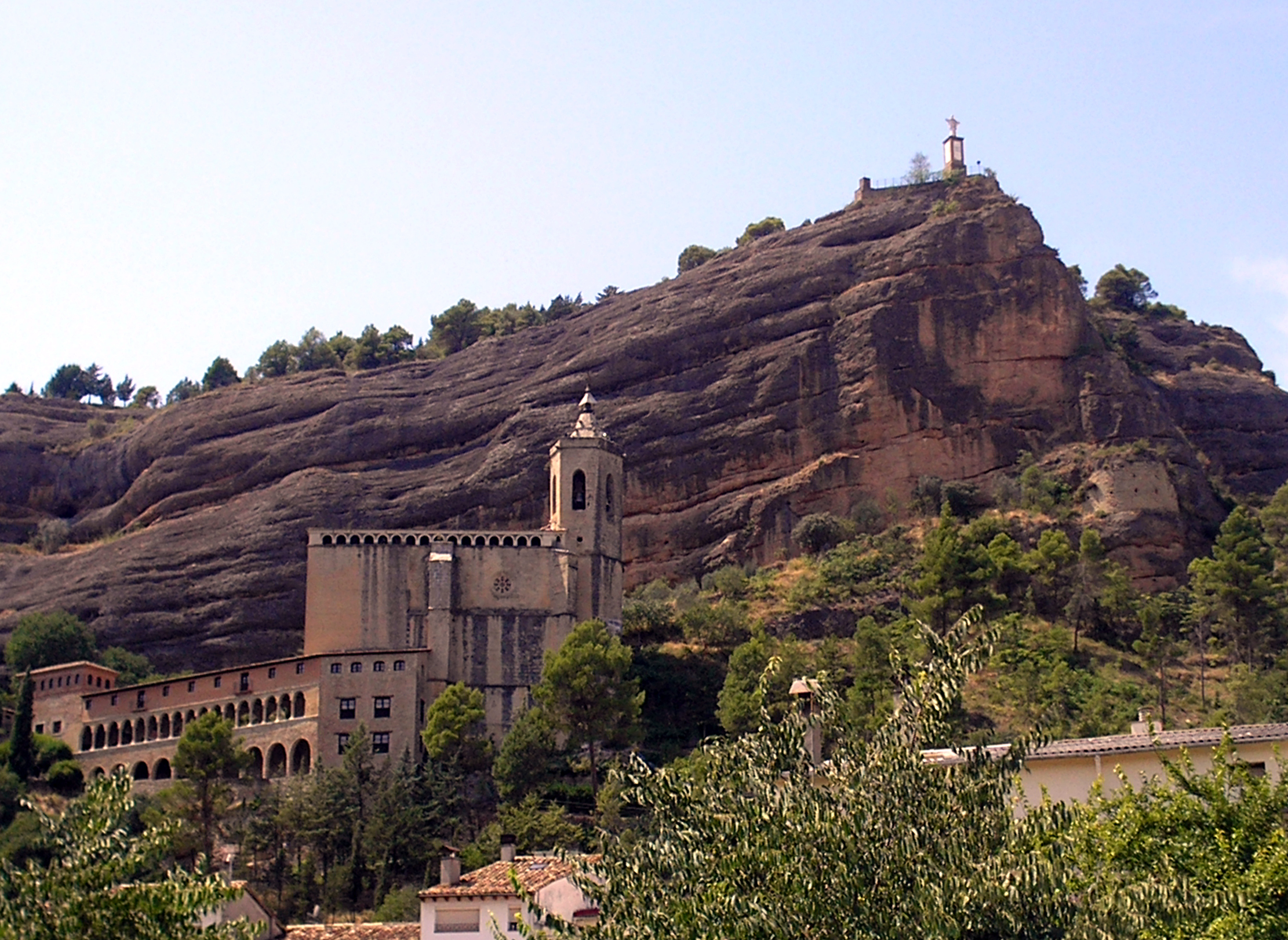
Basílica de la Virgen de la Peña, en Graus

La sede de la diócesis se encuentra en la ciudad de Barbastro, en donde se halla la Catedral de Santa María de la Asunción. En Monzón se encuentra la Concatedral de Santa María del Romeral. En el territorio de la diócesis, en Isábena, se halla la antigua catedral de Roda de Isábena dedicada a san Vicente mártir, hoy iglesia parroquial. Existen además dos basílicas menores: de Nuestra Señora, en Badaín, y la basílica de la Virgen de la Peña, en Graus.

División eclesiástica actual de la provincia de Huesca

En 2020 en la diócesis existían 247 parroquias agrupadas en 4 arciprestazgos:
- Arciprestazgo del Bajo Cinca: con 19 parroquias y 26 694 habitantes.
- Arciprestazgo del Cinca Medio-Litera: con 39 parroquias y 37 150 habitantes.
- Arciprestazgo del Somontano: con 25 parroquias y 18 809 habitantes.
- Arciprestazgo de Sobrarbe-Ribagorza: con 159 parroquias y 16 650 habitantes.[1]

Diócesis de Barbastro-Monzón dentro de Aragón

## Historia
Tras la conquista de la ciudad de Barbastro a los musulmanes por el rey Pedro I, en octubre de 1100 el obispo Poncio de Roda (1097-1104), consagrado obispo de la diócesis de Roda por el papa Urbano II, trasladó su sede a Barbastro, en donde estuvo por 50 años. El traslado de la sede a Barbastro fue acordado por el papa Urbano II con la bula Miserationibus Domini, y confirmado por el papa Pascual II con la bula Egregias quondam del 26 de abril de 1100. En ese período los obispos llevaron el título de obispos de Roda y Barbastro, hasta que trasladaron su sede a Lérida en 1149, cuando esa ciudad también fue liberada de los árabes. En la documentación contemporánea, Barbastro era considerada sólo una sede temporal, a la espera de la conquista de Lérida, considerada la sede original de los obispos de Roda.
Con la muerte del rey Pedro I, el obispo Esteban de Huesca-Jaca (1099-1130) obtuvo el favor del nuevo rey Alfonso I (1104-1134), que se tradujo en una acción conjunta del mismo rey, el obispo Esteban y los nobles barbastrenses para expulsar violentamente de Barbastro al obispo Ramón de Roda (1104-1126), reduciendo la diócesis de Roda a la sola sede de Roda e incorporando a la diócesis de Huesca las tierras entre el Alcanadre y el Cinca. Según el profesor A. Durán Gudiol la razón de esta expulsión se explica en que el obispo Esteban de Huesca-Jaca era mucho más político y soldado que pastor, y el obispo Ramón de Roda-Barbastro era un verdadero pastor sin la más ligera dosis de vocación al ejercicio de las armas. El país y el rey sentían más necesidad de la figura del obispo combatiente que de la del obispo santo.
El traslado de la sede episcopal de Roda a Barbastro suscitó protestas de los obispos de Jaca, que en el mismo período habían trasladado su sede a Huesca, y que reclamaban jurisdicción sobre la ciudad de Barbastro. Esto provocó una larga disputa entre los obispos de Huesca y los de Roda y Barbastro primero, y luego de Lérida, que sólo terminó en los primeros años del siglo XIII. El 27 de mayo de 1203 el papa Inocencio III asignó por la bula Ne lites amicabili concordia los territorios de Barbastro y Alquézar a la diócesis de Huesca, y los de Bielsa y Gistain a la diócesis de Lérida, mientras que la zona situada entre los ríos Alcanadre y Cinca quedó dividida en partes iguales entre los dos diócesis.
El obispado de Roda-Barbastro había sido suprimido en 1149 y trasladado a Lérida, y en los tres siglos siguientes no faltaron los intentos por parte de los habitantes y del clero de Barbastro de volver a tener un obispado. Las solicitudes se multiplicaron especialmente durante el siglo XVI, dando lugar a cursos y recursos ante las cortes. El 20 de julio de 1540, el papa Paulo III decidió que Barbastro y su distrito tuvieran un vicario general con jurisdicción independiente de la de los obispos de Huesca.
Finalmente, el 18 de junio de 1571, en virtud de la bula In eminenti, el papa Pío V decidió erigir la diócesis de Barbastro, integrada por todos los territorios de la margen derecha del Cinca, tomados de Huesca, a los que se añadieron 74 parroquias que pertenecían a la diócesis de Lérida, y otras 51 parroquias que ya formaban parte de la abadía territorial de San Victoriano de Asán. La diócesis pasó a ser sufragánea de la archidiócesis de Zaragoza.
Hubo numerosos sínodos diocesanos celebrados por obispos; de diez de ellos hay documentos publicados, de 1575 a 1715.
En 1711 el obispo Pedro Gregorio Padilla fundó en Gastejón del Puente el seminario episcopal, que fue trasladado a Barbastro en 1759.
El concordato de 1851 estableció la supresión de la diócesis y su unión con la de Huesca. Las difíciles relaciones de aquellos años entre la Santa Sede y el Gobierno español impidieron la plena aplicación de las normas concordatarias. De hecho, la diócesis de Barbastro siguió existiendo, pero ya no tuvo obispos durante casi un siglo: hasta 1896 estuvo gobernada por vicarios capitulares y luego por administradores apostólicos residentes con el título de obispos in partibus. Esta situación persistió hasta 1950, cuando el último administrador, Arturo Tabera Araoz, fue nombrado obispo de Barbastro, restableciéndose así la diócesis en todos los aspectos.
En 1908 la diócesis tenía 154 parroquias bajo la supervisión de 10 arciprestes o vicarios. La población de la parroquia era de unas 240 000 personas. Los clérigos sumaban unos 220 y había 231 iglesias y 177 capillas.
El 2 de septiembre de 1955, en virtud del decreto Initis inter de la Congregación Consistorial, se revisaron los límites de la diócesis para hacerlos coincidir con los de la provincia civil, en aplicación del concordato entre la Santa Sede y el gobierno español de 1953. La diócesis de Barbastro se amplió con 17 parroquias que pertenecían a la diócesis de Lérida, y con otras 4 cedidas por la diócesis de Urgell.
La diócesis de Barbastro acumuló durante la guerra civil española la mayor mortandad del país entre sus miembros incardinados pues se causó la muerte a 123 de los 140 sacerdotes, es decir, el 88% de sus miembros, lo que se conoce como la matanza de religiosos de Barbastro.
El 15 de junio de 1995, en virtud del decreto Ad Concilii de la Congregación para los Obispos, la diócesis se amplió con 84 parroquias en territorio aragonés que formaban parte de la diócesis de Lérida, y al mismo tiempo asumió su actual nombre. Otras 27 parroquias se trasladaron de Lérida a Barbastro-Monzón el 15 de junio de 1998. Estas decisiones provocaron un conflicto entre las diócesis y las administraciones civiles implicadas por la posesión y gestión del patrimonio histórico-artístico que los dos cambios territoriales habían trasladado de Cataluña a Aragón, conflicto que se resolvió tras 25 años de batallas jurídicas el 10 de marzo de 2021. El 17 de septiembre de 1995 tuvo lugar en la Catedral de Monzón la ceremonia con la cual se constituía la actual delimitación de la diócesis de Barbastro-Monzón a partir de la anterior diócesis de Barbastro y las parroquias aragonesas pertenecientes a la de Lérida. Esto incluía los arciprestazgos de Ribagorza occidental, Ribagorza oriental y Cinca Medio, mientras que los de la Litera y el Bajo Cinca se traspasaron el 15 de junio de 1998. En ese mismo acto, la iglesia de Santa María del Romeral de Monzón pasó a ser concatedral. Al finalizar este proceso, el obispado pasó de 30 000 fieles y 153 parroquias a tener 100 000 y 264 parroquias.
Entre los obispos ilustres de Barbastro se encuentran Ramón II, venerado como santo, y el que sería rey de Aragón Ramiro II el Monje.

## Estadísticas
Según el Anuario Pontificio 2021 la diócesis tenía a fines de 2020 un total de 86 147 fieles bautizados.
| Año                                                                             | Población            | Población | Población      | Sacerdotes | Sacerdotes    | Sacerdotes    | Bautizados por sacerdote | Diáconos permanentes | Religiosos | Religiosos | Parroquias |
| Año                                                                             | Bautizados católicos | Total     | % de católicos | Total      | Clero secular | Clero regular | Bautizados por sacerdote | Diáconos permanentes | Varones    | Mujeres    | Parroquias |
| ------------------------------------------------------------------------------- | -------------------- | --------- | -------------- | ---------- | ------------- | ------------- | ------------------------ | -------------------- | ---------- | ---------- | ---------- |
| 1949                                                                            | 36 400               | 36 400    | 100.0          | 65         | 49            | 16            | 560                      |                      | 21         | 98         | 153        |
| 1959                                                                            | 42 629               | 42 629    | 100.0          | 109        | 87            | 22            | 391                      |                      | 35         | 106        | 173        |
| 1970                                                                            | 39 230               | 39 236    | 100.0          | 97         | 80            | 17            | 404                      |                      | 27         | 70         | 40         |
| 1980                                                                            | 33 785               | 33 825    | 99.9           | 82         | 68            | 14            | 412                      |                      | 20         | 86         | 175        |
| 1990                                                                            | 32 860               | 32 900    | 99.9           | 69         | 56            | 13            | 476                      |                      | 23         | 75         | 153        |
| 1999                                                                            | 97 200               | 98 073    | 99.1           | 123        | 83            | 40            | 790                      |                      | 52         | 160        | 274        |
| 2000                                                                            | 95 300               | 96 250    | 99.0           | 123        | 83            | 40            | 774                      |                      | 52         | 153        | 274        |
| 2001                                                                            | 96 125               | 98 073    | 98.0           | 114        | 75            | 39            | 843                      |                      | 51         | 166        | 274        |
| 2002                                                                            | 96 328               | 98 658    | 97.6           | 103        | 75            | 28            | 935                      |                      | 42         | 131        | 308        |
| 2003                                                                            | 95 200               | 97 800    | 97.3           | 104        | 77            | 27            | 915                      |                      | 41         | 132        | 308        |
| 2004                                                                            | 95 000               | 95 887    | 99.1           | 100        | 74            | 26            | 950                      |                      | 42         | 127        | 274        |
| 2006                                                                            | 95 498               | 102 580   | 93.1           | 97         | 70            | 27            | 984                      |                      | 38         | 132        | 274        |
| 2012                                                                            | 96 600               | 104 700   | 92.3           | 85         | 63            | 22            | 1136                     |                      | 29         | 137        | 242        |
| 2015                                                                            | 94 150               | 99 415    | 94.7           | 96         | 69            | 27            | 980                      |                      | 31         | 120        | 250        |
| 2018                                                                            | 86 629               | 97 917    | 88.5           | 80         | 61            | 19            | 1082                     |                      | 33         | 85         | 247        |
| 2020                                                                            | 86 147               | 97 937    | 88.0           | 80         | 61            | 19            | 1076                     |                      | 34         | 88         | 247        |
| Fuente: Catholic-Hierarchy, que a su vez toma los datos del Anuario Pontificio. |                      |           |                |            |               |               |                          |                      |            |            |            |

Según cifras oficiales, en el curso 2017-2018 se formaron 2 seminaristas en el Seminario Diocesano. Además del seminario, existen en la diócesis varias comunidades religiosas de ambos sexos dedicadas a la vida contemplativa y la educación de los jóvenes.